# Cuisine aragonaise

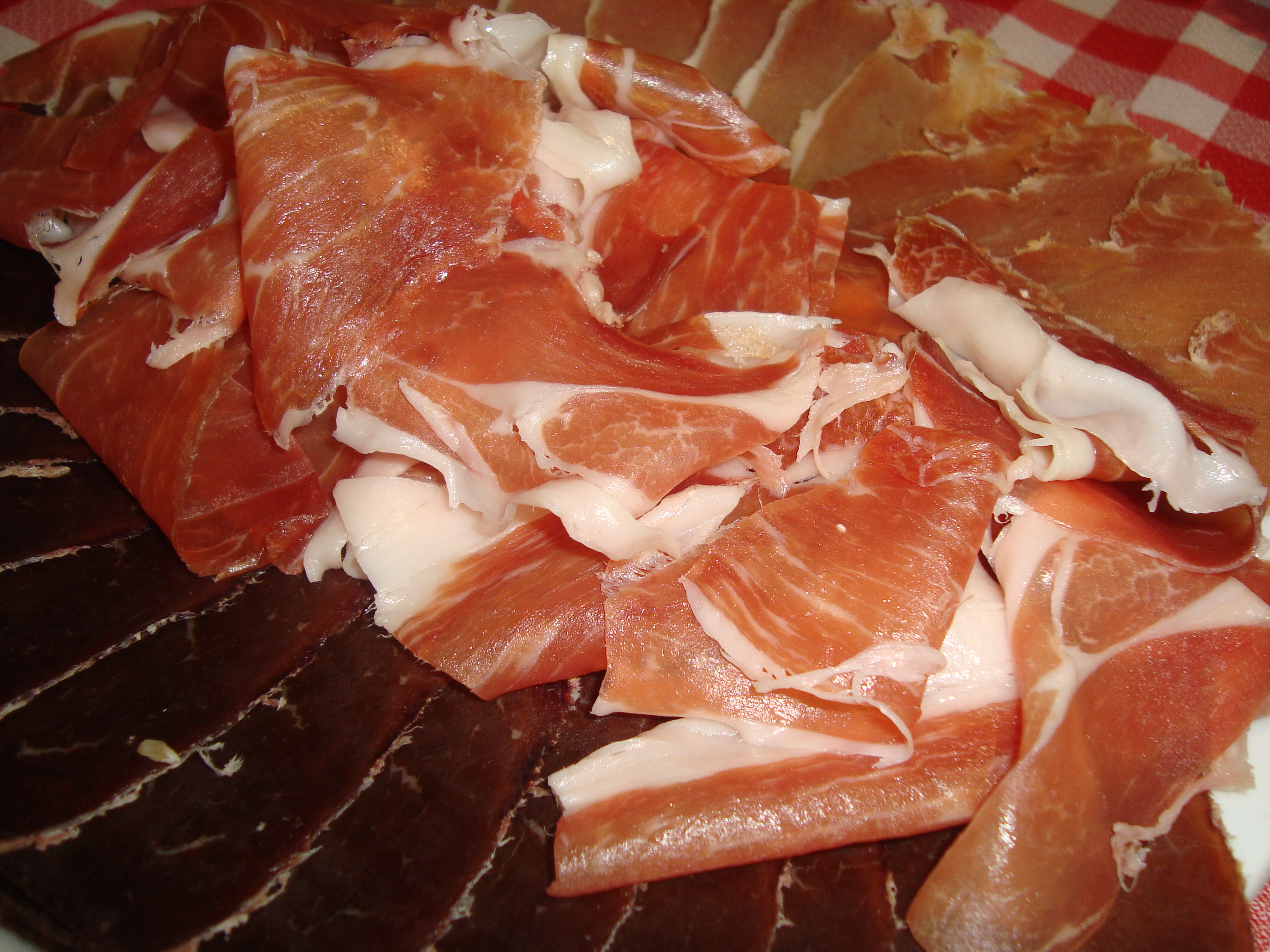
Charcuteries de Teruel.

La cuisine aragonaise est la cuisine traditionnelle de l'Aragon, ancien royaume et communauté autonome du nord de l'Espagne. 

## Ingrédients

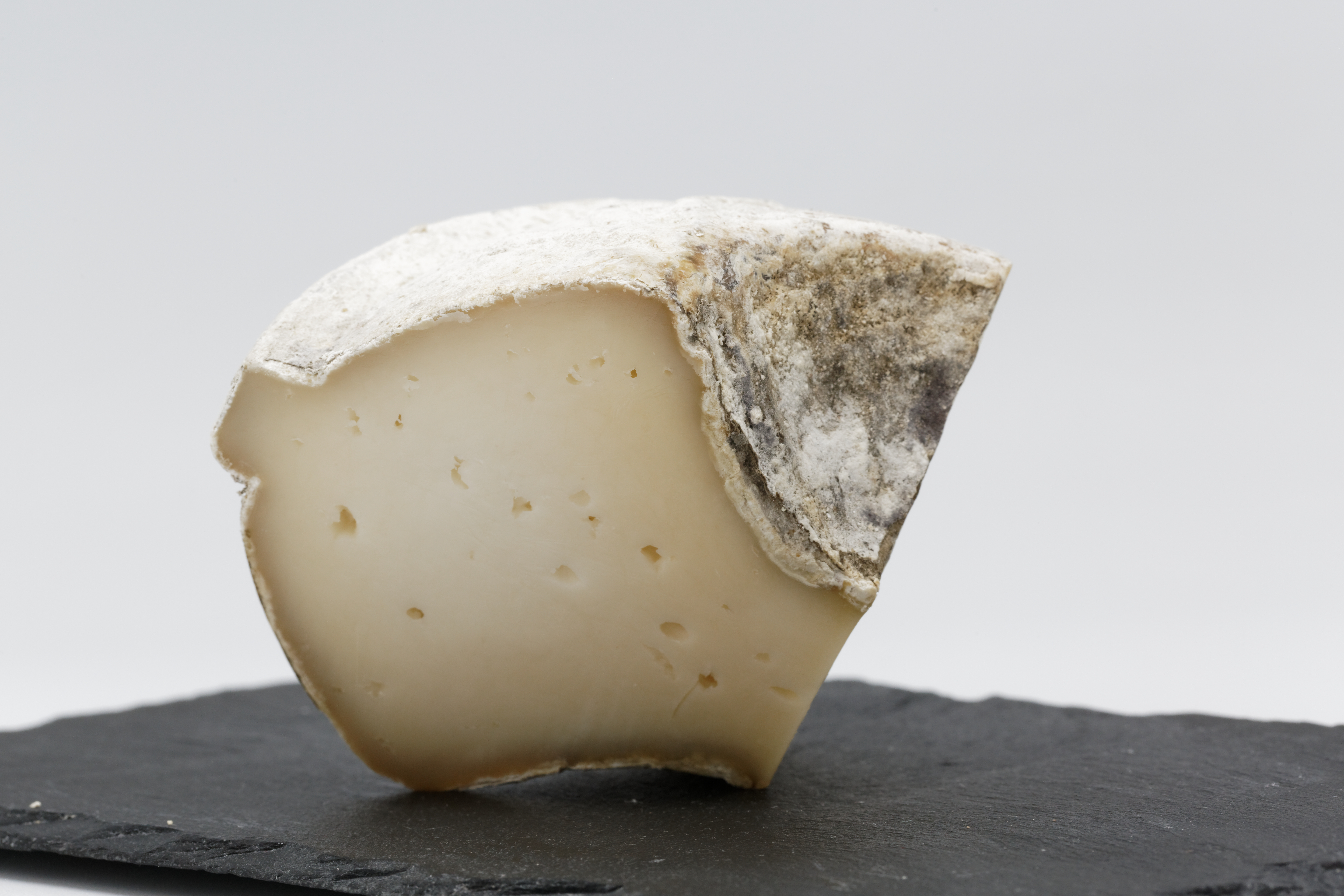
Fromage de Tronchón.

La gastronomie aragonaise s'appuie en grande partie sur des produits issus du terroir aragonais, courants dans la cuisine de la péninsule Ibérique d'une manière générale comme les tomates, les oignons (notamment les oignons doux des sources de l'Èbre qui bénéficient d'une appellation d'origine protégée), l'ail, les concombres… ainsi que d'autres plus spécifiques à l'Aragon comme la bourrache (borraja) et les cardons (cardo). La pêche est cultivée dans le Bas-Aragon, notamment à Calanda où elle bénéficie d'une appellation d'origine protégée (AOP). L'olivier est cultivé dans le Bas-Aragon et l'huile qui en est tirée bénéficie d'une appellation d'origine protégée.
L'Aragon est réputé pour ses champignons sauvages, notamment les lactaires délicieux (rebollón) et les cèpes (boleto ou hongo). La cueillette attire de nombreux professionnels et amateurs, principalement à l'automne mais aussi au printemps. De nombreuses journées mycologiques sont organisées à l'automne, en particulier dans la comarque des Cinco Villas. 
La viande de chasse (lapin, lièvre, perdrix) est largement utilisée dans la gastronomie aragonaise. La viande d'agneau (appelée couramment ternasco et non cordero) est fréquemment consommée et bénéficie d'une appellation d'origine (Ternasco de Aragón) ; une spécialité d'agneau conservée par fumage (ternasco ahumado) bénéficie d'un label de qualité régional (C' alial, autrefois Aragón Calidad Alimentaria). Les charcuteries les plus typiques de l'Aragon, partagées avec les régions environnantes, sont le jambon de Teruel, le boudin de riz (morcilla de arroz), la longanisse (longaniza, notamment la longaniza de Graus, produite dans la Ribagorce), la boutifarre (butifarra) et la chireta (tripes d'agneau farcies avec du riz, des épices, du poumon et du cœur d'agneau). Comme le León, l'Aragon produit de la cecina (jambon de bœuf).
L'Aragon est une importante région d'élevage (plus de 43 millions de têtes de bétail en 2017 dont près de 29 millions d'ovins) et produit de grandes quantités de fromage, en particulier à partir de lait de brebis, notamment le fromage de Tronchón (queso de Tronchón). Un concours annuel des meilleurs fromages d'Aragon (Cata Concurso de Quesos de Aragón) est organisé.

## Plats typiques
L'agneau est accommodé sous différentes formes, notamment grillé. Les chiretas (tripes d'agneau farcies de riz et d'abats). Les huevos tontos (préparation à base d’œuf, de chapelure, d'ail et de persil — à laquelle on ajoute parfois de la morue émiettée —, qu'on fait frire en petites boules). Les magras con tomate, morceaux de jambon revenus dans l'huile d'olive avec de l'ail et une sauce à base de tomate et parfois de poivrons. Les plats typiques comprennent aussi des variations locales sur les migas.
Divers plats sont faits à base de morue, dont la morue à l'ajoarriero. Le pollo al chilindrón est un poulet dans une sauce à base de tomate, de piment et d'ail. Le recao de Binéfar est un plat à base de haricots blancs, de pommes de terre et de riz. Les truites à l'aragonaise (truchas a la aragonesa) est un plat à base de truites grillées avec oignon, citron, et vin blanc.

### Desserts et sucreries
- Les adoquines del Pilar (caramel).
- Les castañas de Huesca (châtaignes en pâte d'amande enrobée de caramel, parfois de couleur rouge).
- Les frutas de Aragón (fruits confits puis enrobés de chocolat : pomme, poire, abricot, cerise, pastèque, prune, figure, orange...), spécialité de Calatayud.
- Le guirlache (mélange d'amande et de caramel, également préparé en Catalogne et dans la Communauté valencienne).
- Les lazos de Jaca (tresses de pâte feuilletée avec de la crème aux œufs et un glaçage au sucre).
- Les tortas de alma, équivalent des pastissets catalan (tourtes farcies de différentes préparations, en particulier la confiture de citrouille ou les cheveux d'ange).

## Vins

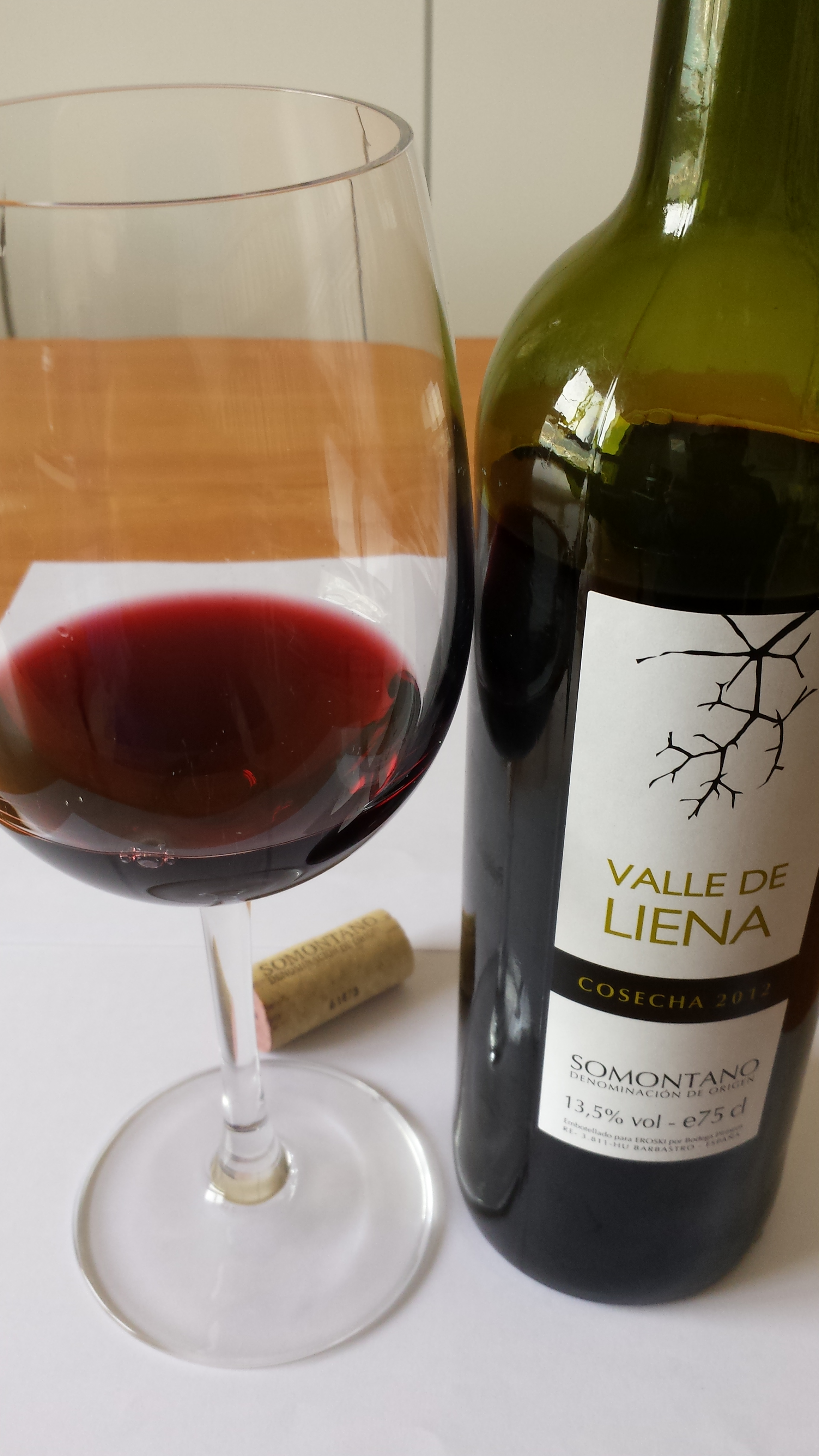
Bouteille de somontano.

L'Aragon compte quatre appellations d'origine viticoles : calatayud, campo de Borja, cariñena (dans la province de Saragosse) et somontano (dans la province de Huesca). Il existe par ailleurs des vinos de la tierra (appellation qui équivaut au « vin de pays » en France), avec six terroirs répertoriés : Bajo Aragón, Ribera del Gallego-Cinco Villas, Valdejalón, Ribera del Jiloca, Valle del Cinca et Ribera del Queiles (partagé entre la Navarre et l'Aragon).

## Restaurants
La capitale aragonaise Saragosse ne compte qu'un restaurant étoilé au Guide Michelin : La Prensa. Huesca compte en revanche trois restaurants étoilés : Las Torres, Lillas Pastia et Tatau. 